# Sunshine Reggae auf Ibiza
Sunshine Reggae auf Ibiza ist eine deutsche Verwechslungskomödie aus dem Jahr 1983. Es war der letzte Spielfilm des Regisseurs Franz Marischka, der den Film unter dem Pseudonym „François Petit“ drehte.

## Handlung
Der ostfriesische Bauer Karl ist ein großer Fan des Schlagersternchens Linda Lu. Schon 58 Liebesbriefe hat er ihr nach Ibiza geschrieben, als er endlich eine Autogrammkarte von ihr erhält. Sofort macht er sich mit dem Fahrrad auf den Weg zu ihr, besteigt dann aber auf dem Oldenburger Hauptbahnhof einen Zug der Deutschen Bundesbahn. Die Reise finanziert er mit dem Geld, das er eigentlich für eine neue Melkmaschine gespart hat. Auf Ibiza trifft Karl schon bald auf Linda Lu und verfolgt sie hartnäckig mit seinen Heiratswünschen. In Lindas Kreisen tummeln sich die unterschiedlichsten Charaktere: Barbara und ihre um die Jungfräulichkeit der Tochter besorgte Mutter, der lockere Frankie und sein Freund Slowly sowie die nymphomane Rita, die ihrem Ehemann Gottlieb, dem Direktor des Hotels, in dem Karl wohnt, einredet, er bilde sich ihre Liebhaber nur ein. Etwas außerhalb des vergnügungssüchtigen Kreises steht hingegen Frankies Onkel Bernie, der als Einsiedler nur seine (echten) Hühner um sich hat. Den Frauen hat er nach einer gescheiterten Beziehung abgeschworen.
Da sich alle neuen Freunde von ihm aushalten lassen, steht Karl nach der ersten durchzechten Nacht ohne Geld da und muss sich nach einer Arbeit umsehen. Er nimmt verschiedene Jobs an, unter anderem versucht er sich als Kellner, Fotograf, Apotheker, Animateur und sogar – trotz seiner Tierliebe – als Stierkämpfer. Jedes Mal jedoch versagt er. Erst als er den Millionär Gobrukin trifft, scheint sich das Blatt zu wenden. Gobrukin gleicht Karl aufs Haar und engagiert ihn; er soll dessen Frau Suleika, die sich von ihm trennen will, gefügig machen. Gobrukin gibt sich unterdessen als Karl aus. Das endet für ihn in einer Hetzjagd quer über Ibiza, als ihn der Hoteldirektor, der gelesen hat, dass Halluzinationen durch einen Schlag „mit dem kleinen Hammer auf den kleinen Zeh“ verschwinden würden, für eine seiner angeblichen Halluzinationen hält. Auf der Flucht vor Gottlieb, von dem er glaubt, er wolle ihn mit dem Hammer erschlagen, erhält der Doppelgänger, als vermeintlicher Heiratsschwindler, Ohrfeigen, unter anderem von Linda und ihrer Managerin Christa. Karl wiederum ist mittlerweile zurück in Ostfriesland und trifft dort auf die bereits auf ihn wartende, liebestolle Suleika, woraufhin er panisch die Flucht ergreift.

## Produktion
Sunshine Reggae auf Ibiza wurde in Hamburg, auf Ibiza und in Ostfriesland gedreht. Uraufgeführt wurde er im Darmstädter Helia 6. Seine Arbeitstitel lauteten Die Klassenfete, Itsy-Bitsy-Ibiza und Ibiza, Ibiza.

## Musik
Der Film enthält zahlreiche Schlager, darunter Karl Dalls Itzi Bitzi Ibiza. Für einen Großteil der Musik war der österreichische Filmkomponist Gerhard Heinz zuständig.
Der Song Sunshine Reggae von Laid Back, der während der Veröffentlichung des Spielfilms die deutschen Singlecharts anführte, ist nur in der Original-Synchronfassung zu hören. Die DVD-Version des Filmes von Marketing (alternativ: Marketing Film) hatte ihn aus Lizenzgründen nicht verwenden können.

## Kritiken
Der film-dienst schrieb 1983, dass der Film „mit kindischer Blödelkomik und billiger Schlagermusik auf niedrigstem Niveau inszeniert“ sei, und ergänzte: „In der Besetzung findet man den wohl unbegabtesten Nachwuchs des deutschen Films.“
Cinema befand: „Wer diesen Mist gesehen hat, versteht, warum Karl Dall so doof dreinschaut. Fazit: Da klappen einem die Augenlider runter“.
Der Spiegel schrieb anlässlich einer Fernsehaufführung des Films im Jahr 1998, dass „diese nur angebliche Komödie […] selbst Karl Dall heute peinlich sein“ dürfte.
Im August 2017 wurde der Film im Rahmen der Tele-5-Reihe Die schlechtesten Filme aller Zeiten gezeigt.